# Pan Am (sèrie de televisió)
Pan Am és una sèrie de televisió estatunidenca dramàtica d'època creada pel guionista Jack Orman. Anomenada en referència a l'aerolínia Pan American World Airways, la sèrie presenta els pilots d'avions i hostesses de la companyia tal com va operar a principis de la dècada del 1960 fins al començament de l'era del jet. S'ha doblat al català per TV3. El març de 2023 es va anunciar que s'havia incorporat al catàleg de la plataforma digital TV3 a la carta.
Pan Am es va estrenar a ABC el 25 de setembre de 2011 i va acabar el 19 de febrer de 2012. ABC va cancel·lar la sèrie l'11 de maig de 2012.
El maig de 2012, Sony Pictures Television va mantenir converses amb Amazon per reprendre la sèrie per a una segona temporada a causa del seu èxit internacional. Va guanyar el premi Rose d'Or a la millor sèrie. Com que no van poder arribar a un acord amb Amazon, els productors van tancar oficialment la sèrie el 20 de juny de 2012.

## Episodis
| Núm. | Títol                      | Direcció            | Guió                                                               | Data d'emissió original |
| ---- | -------------------------- | ------------------- | ------------------------------------------------------------------ | ----------------------- |
| 1    | «Pilot»                    | Thomas Schlamme     | Jack Orman                                                         | 25 de setembre de 2011  |
| 2    | «Sempre ens quedarà París» | Chris Misiano       | Mike Daniels i Jack Orman                                          | 2 d'octubre de 2011     |
| 3    | «Ich bin ein Berliner»     | Alex Graves         | Yahlin Chang                                                       | 9 d'octubre de 2011     |
| 4    | «Exposició oriental»       | Thomas Schlamme     | Jack Orman i Moira Walley-Beckett                                  | 16 d'octubre de 2011    |
| 5    | «Una moneda en una font»   | Andrew Bernstein    | Guió: Lydia Woodward. Argument: Jill Abbinanti i Lydia Woodward    | 23 d'octubre de 2011    |
| 6    | «L'article autèntic»       | Matt Penn           | Todd Ellis Kessler i Nick Thiel                                    | 30 d'octubre de 2011    |
| 7    | «Veritat o acció»          | Julie Anne Robinson | Mike Daniels i Jack Orman                                          | 6 de novembre de 2011   |
| 8    | «Escala no programada»     | Millicent Shelton   | Jill Abbinanti i Nick Thiel                                        | 13 de novembre de 2011  |
| 9    | «Muà, muà! Pum, pum!»      | John Fortenberry    | Moira Walley-Beckett i Lydia Woodward                              | 4 de desembre de 2011   |
| 10   | «Secrets i mentides»       | Allison Liddi-Brown | Mike Daniels                                                       | 8 de gener de 2012      |
| 11   | «Relacions diplomàtiques»  | David Petrarca      | Guió: Todd Ellis Kessler. Argument: Jeffrey Lieber i Craig Shapiro | 15 de gener de 2012     |
| 12   | «Noves fronteres»          | John Fortenberry    | Jessica Ramos i Scott Erik Summer                                  | 22 de gener de 2012     |
| 13   | «Llengües romàniques»      | John Coles          | Moira Walley-Beckett                                               | 12 de febrer de 2012    |
| 14   | «1964»                     | Andrew Bernstein    | Nick Thiel                                                         | 19 de febrer de 2012    |